# ニザーミー

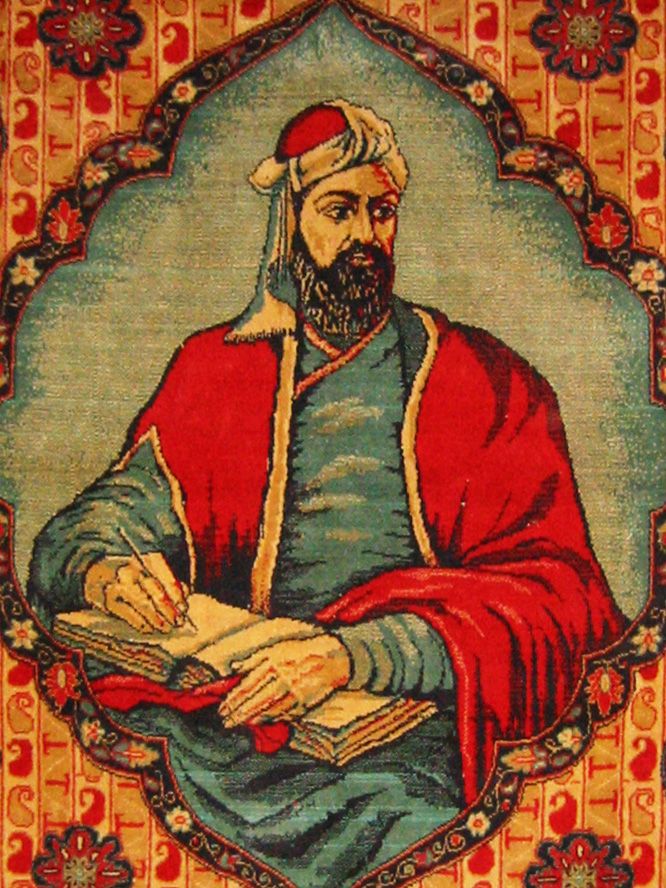
ニザーミー

ニザーミー・ギャンジャヴィー（ネザーミー）（ペルシア語で نظامی گنجوی Nezāmi-ye Ganjavi, アゼルバイジャン語で Nizami Gəncəvi, 1141年-1209年）はペルシア人の詩人。ヒジュラ紀 6 世紀 (西暦 12 世紀) のペルシア語を話すイランの詩人、語り手であるハキム ニザーミは、ペルシア文学における物語のスタイルの所有者および指導者として知られており、当時の常識 (文学、天文学、哲学、イスラム科学、法学、神学、アラビア語) に幅広い知識を持っており、この特徴は彼の詩にはっきりと表れています。イランの公式暦では3月21日はガンジャビの軍事記念日となっている。10世紀から15世紀末にかけてのペルシア語文学古典時代における最も著明な詩人のひとりであり、ペルシア語ロマンス叙事詩において恋愛・悲恋文学に神秘主義詩の要素を織込み独自の境地を開拓した。
本名は、ジャラールッディーン・アブー・ムハンマド・イルヤース・イブン・ユースフ（Jalāl al-Dīn Abū Muḥammad Ilyās Ibn Yūsuf）。現在のアゼルバイジャンのギャンジャで生まれる。父親は現在のイランのゴムの出身とも伝えられ、母親ライーサはクルド人であったという。生涯に三人の妻を娶り、ダルヴァンドの王より下賜されたキプチャク出身の女奴隷でアーファークという女性を妻として迎え、これを熱愛したことがのちの作品群に大いに影響を与えたという。ムハンマドという男児を儲けたことが作品中に語られている。ニザーミーの生地ギャンジャをはじめとするアッラーン、アーザルバーイジャーン地方は、セルジューク朝系のアタベク政権イルデニズ朝の支配下に有ったが、ニザーミーはタブリーズのイルデニズ朝などの各地の宮廷に詩を献呈したものの、生涯、生地のギャンジャを愛して離れずこれらの宮廷に仕えることは無かったという。
代表作はユネスコの「世界の記憶」に登録された五編からなる長篇叙事詩、『五宝』（パンジュ・ガンジュ  پنج گنج Panj Ganj）または『五部作』（ハムセ خمسه Khamse）と呼ばれる作品群で、それぞれガンジャ周辺の王侯貴族たちに献呈された物である。これらの作品群のうち、『ホスローとシーリーン』、『ライラーとマジュヌーン』などは後世に挿絵本が流布するなどペルシア語文学や絵画に大きな影響を残している。
イランにおいては、イラン暦のエスファンド月21日（西暦3月12日）が、ニザーミー・ギャンジャヴィーの記念日とされている。

## 作品

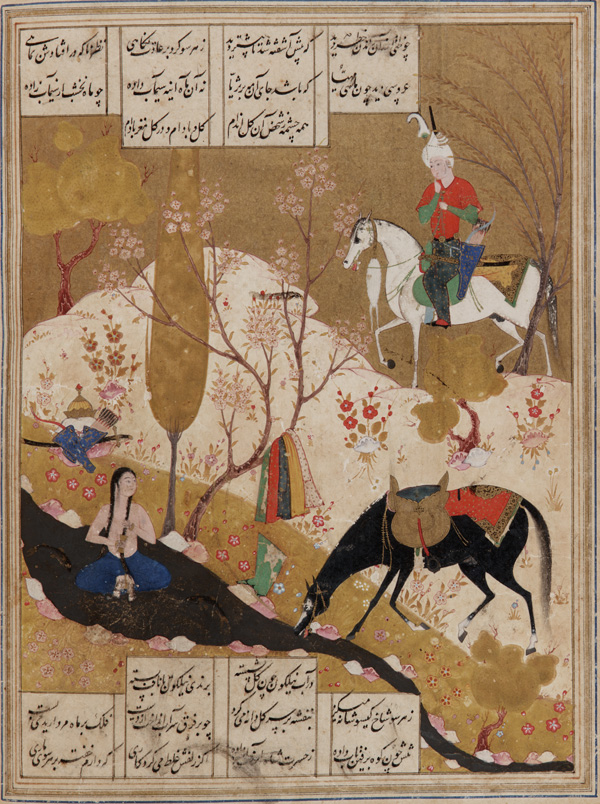
泉で水浴びするシーリーンを見初めるホスロー（『ホスローとシーリーン』第十七章より）

約30,000の対句（バイト bayt）から成るマスナヴィー詩形の五部作『ハムセ』（Khamse）がもっとも有名。
- 『マフザヌル＝アスラール』 ( مخزن الاسرار Makhzan al-Asrār) （神秘の宝庫）

約2,260句からなる神秘主義詩。高名な神秘主義詩人サナーイーの代表作のひとつ『真理の園』（ハディーカトル＝ハキーカ حديقة الحقيقة Ḥadīqa al-Ḥaqīqa ）に倣って作詩され、アナトリア東部エルズィンジャンの君主、マングージャク朝のバフラームシャー・ブン・ダーウードに献呈された。1176年頃作詩。
- 『ホスローとシーリーン』 (خسرو و شيرينKhusraw wa Shīrīn)

約6,500句からなるサーサーン朝の君主ホスロー2世とその妃となるアルメニアの王女シーリーンとの悲恋を描いたロマンス叙事詩。ペルシア語文学史上の傑作のひとつと評される。アーザルバーイジャーン地方一帯を治めたアタベク政権イルデニズ朝の当主ジャハーン・パフラヴァーンとクズル・アルスラーン兄弟およびセルジューク朝最後の君主トゥグリル3世に捧げる讃辞が詠まれている。1177年から1181年の間に完成した。
- 『ライラーとマジュヌーン』 (ليلى و مجنونLaylā wa Majunūn)

約4,500句からなる。アラビア半島のナジュド地方のベドウィンの若い男女の悲恋を描いたロマンス作品。ベドウィン首長家の姫君ライラーと、彼女を恋焦がれて求めるあまり狂人（マジュヌーン）となった同じくベドウィンのアーミル部族長家の貴公子カイスを主人公として、その悲劇を描く。高名な頌詩詩人ハーカーニーの庇護者であったシルヴァーン・シャー朝の君主アフサターンの依頼に応じて作詩された。1181年作詩。
- 『ハフト・パイカル』 (هفت پيكرHaft Paykar) （七王妃物語）

約5,130句からなり、サーサーン朝の君主バハラーム・グールことバハラーム5世（在位420年 - 438年）を主人公とするロマンス叙事詩。バハラーム・グールと世界中から選び抜かれ彼に嫁いだ七人の王妃との物語り。ニザーミーがこの詩を捧げた「スライマーン」とは、マラーゲのアタベク政権アフマディール朝の君主アラーウッディーン・クルプ・アルスラーンのことであると考えられる。
- 『イスカンダル・ナーマ』 (اسكندر نامهIskandar Nāma) （イスカンダル（アレクサンドロス3世）の書）

イスカンダル・ズルカルナインことマケドニアのアレクサンドロス3世の生涯を描いた叙事詩で、『栄誉の書』（シャラフ・ナーマ）と『幸運の書』（イクバール・ナーマ）の前後2部からなる。
第一部『栄誉の書』（シャラフ・ナーマ شرف نامه Sharaf Nāma）は約6,500句からなり、イスカンダルの誕生から諸国征服までが描かれ、偉大なる世界征服者としてのイスカンダルを主題とする。1196年から1200年までに作詩された。
第二部『幸運の書』（イクバール・ナーマ اقبال نامه Iqbal Nāma ）は『英知の書』（ヒラド・ナーマ خرد نامه Khirad Nāma ）とも呼ばれ約3,700句からなり、預言者、哲学者としてのイスカンダルを描く。イスカンダルの帝王としての英知やアリストテレスなどの哲学者たちとの対話を主題とする。1200年から死の直前までに完成した。
また、1188年に編まれた、頌歌と詩から成る詩集が知られている。

## ニザーミー・ギャンジャヴィーの世界的名声
ニザーミーはその全ての作品がペルシャ語で著されているため、ペルシャ語が公用語であるイラン、アフガニスタン、タジキスタンにおいて非常に高い名声を博している。特にイラン国内では詩人の作品はよく知られており、また、詩人の出生地であり廟があるアゼルバイジャンにおいても、人気のある詩人である。もちろん他の国々、特にインドにおいても知られている。

## 日本語訳
- 『七王妃物語（ハフト・パイカル）』、黒柳恒男訳、平凡社東洋文庫、1971年7月、のち各・ワイド版
- 『ホスローとシーリーン』、岡田恵美子訳、平凡社東洋文庫、1977年6月
- 『ライラとマジュヌーン』、岡田恵美子訳、平凡社東洋文庫、1981年2月
- 『ペルシア逸話集』、黒柳恒男訳、平凡社東洋文庫、1978年。他はカイ・カーウース
- 『ペルシアの四つの物語』、岡田恵美子編訳、平凡社、2004年。他はフェルドウスィー

## インド亜大陸におけるニザーミーの詩

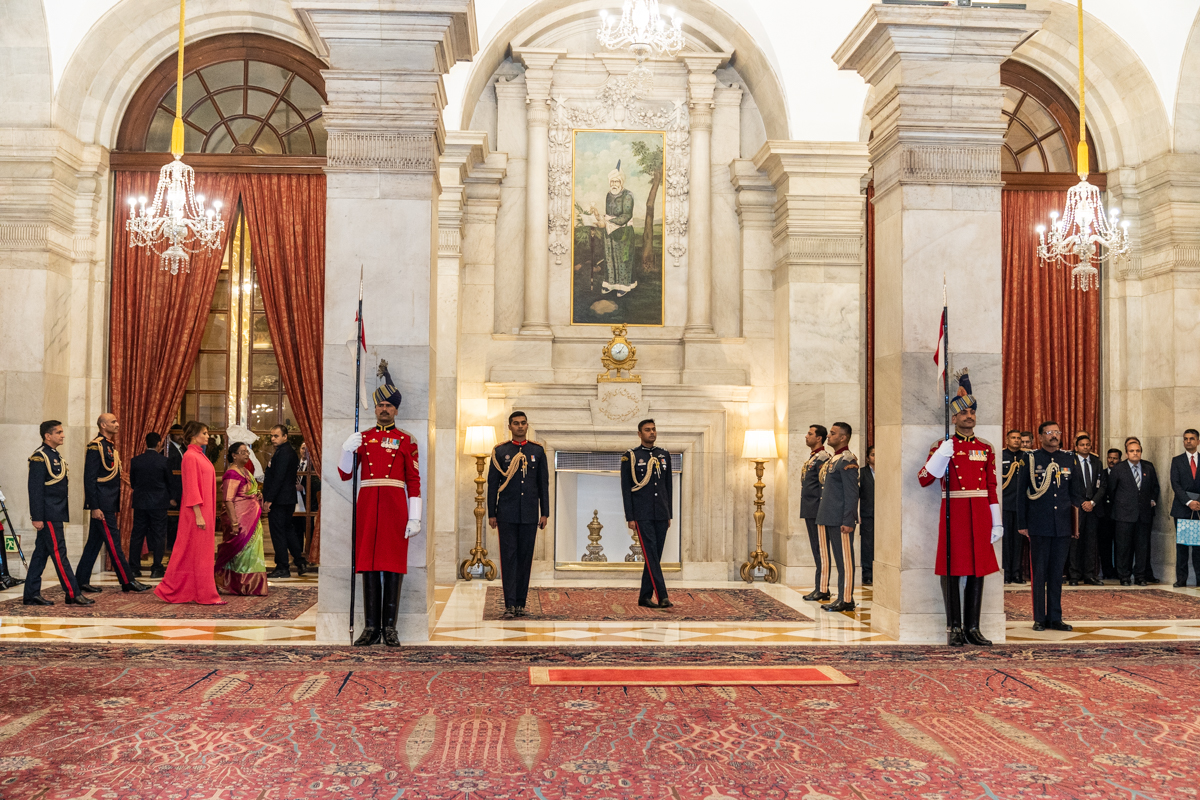
ラシュトラパティ・パワンのニザーミーの肖像

ペルシアの言語と文学はインド亜大陸全体に多大な影響を及ぼしており、ニザーミーの詩はインド亜大陸で非常に人気があった。インド亜大陸のペルシア語・ウルドゥー語話者の間での彼の名声を高めたのはおそらく、アミール・ホスロー・デリーである。ニザーミーは、その独特のスピーチと詩の言語によって、次のような多くの詩人に模倣されてきた：アミール・ホスロー・デリー、フワジュ・ケルマニ、ジャーミ、ハテフィ、ガーセミ、ヴァフシ・バフギ、アルフィ・シラジィ、マクタビ、ファイズィ、アシュラフ・マラギ、アーザル・ビグデリ、バドリディン・ヒラリ、ルーミー・ケルマニ、モウラーナー・ナヴィディ・シラズィ、サルマン・サヴァジ。
アミール・ホスロー・デリーは、ニザーミーの『五部作』（ハムサ）を模倣した他の者たちよりも比較的優れている。彼は、彼の詩の中でニザーミーを賞賛の芸術の達人として賞賛している：「言葉の王国の支配者、名高い英雄、学者であり詩人である彼の杯で乾杯。純粋なワインは酔うほど甘美であるが、我々の側の杯には、泥しかない。」
書籍『インドの遺跡におけるペルシア語の碑文』によると、現在のインド大統領官邸ラシュトラパティ・バワンの最も重要なホールであるアショカホールには、天井とホールの一部に、ハーフェズ、ハイヤーム、ニザーミーの美しいペルシアの詩が書かれ、ファトフ・アリー・シャーやシャー・カジャールなどのイラン（ペルシア）の絵画で飾られている。ホール両側にあるニザーミーの大きな油絵とペルシアの女性の大きな絵は、すべての訪問者を魅了している。
『五部作』（ハムサ）は、後の世紀にペルシャとムガルの宮廷で作られた豪華な細密画（ミニアチュール）の写本の人気のある主題であった。1590年代にムガル帝国の皇帝アクバルのために作成された『五部作』（大英図書館、Or.12208）はその一例である。